# 육군 나카노 학교
육군나카노학교(일본어: 陸軍中野学校 로쿠군나카노각코[*])는 일본 제국 육군의 군학교 중 하나로서, 첩보·방첩·선전 등 기무에 관한 교육 및 훈련을 목적으로 했다. 교명 "나카노"는 소재지가 도쿄도 나카노구 나카노 4정목이었던 데서 유래한다. 위장용 통칭호는 동부 제33부대(東部第33部隊).

## 같이 보기
- 우에시바 모리헤이